# 南波浩

南波浩

南波 浩（なんば ひろし、1910年4月30日 - 2000年6月29日）は、日本の国文学者。同志社大学名誉教授。

## 略歴
京都府宮津市生まれ。京都帝国大学大学院修了。同志社大学助教授、教授、1981年定年退任、名誉教授、梅花女子大学教授。
1983年、勲三等瑞宝章を受章。2000年6月29日、心不全のため死去。

## 著書
- 『校異古本竹取物語』ミネルヴァ書房　1953
- 『物語文学概説』ミネルヴァ書房　1954
- 『物語文学 伝流から成立へ』三一書房　1958　古典とその時代
- 『紫式部集の研究 校異篇・伝本研究篇』笠間書院　1972
- 『紫式部集全評釈』笠間書院　1983　笠間注釈叢刊

## 校注・共編著
- 『竹取物語・伊勢物語』校註　朝日新聞社　1960　日本古典全書
- 『大和物語』校註　朝日新聞社　1961　日本古典全書
- 『紫式部集 付 大弐三位集・藤原惟規集』校注　1973　岩波文庫
- 『源氏物語地名と方法』広川勝美共編　桜楓社　1990

## 記念論集
- 『王朝物語とその周辺』笠間書院　1982
- 『紫式部の方法 源氏物語・紫式部集・紫式部日記』笠間書院　2002